# Schwurhand

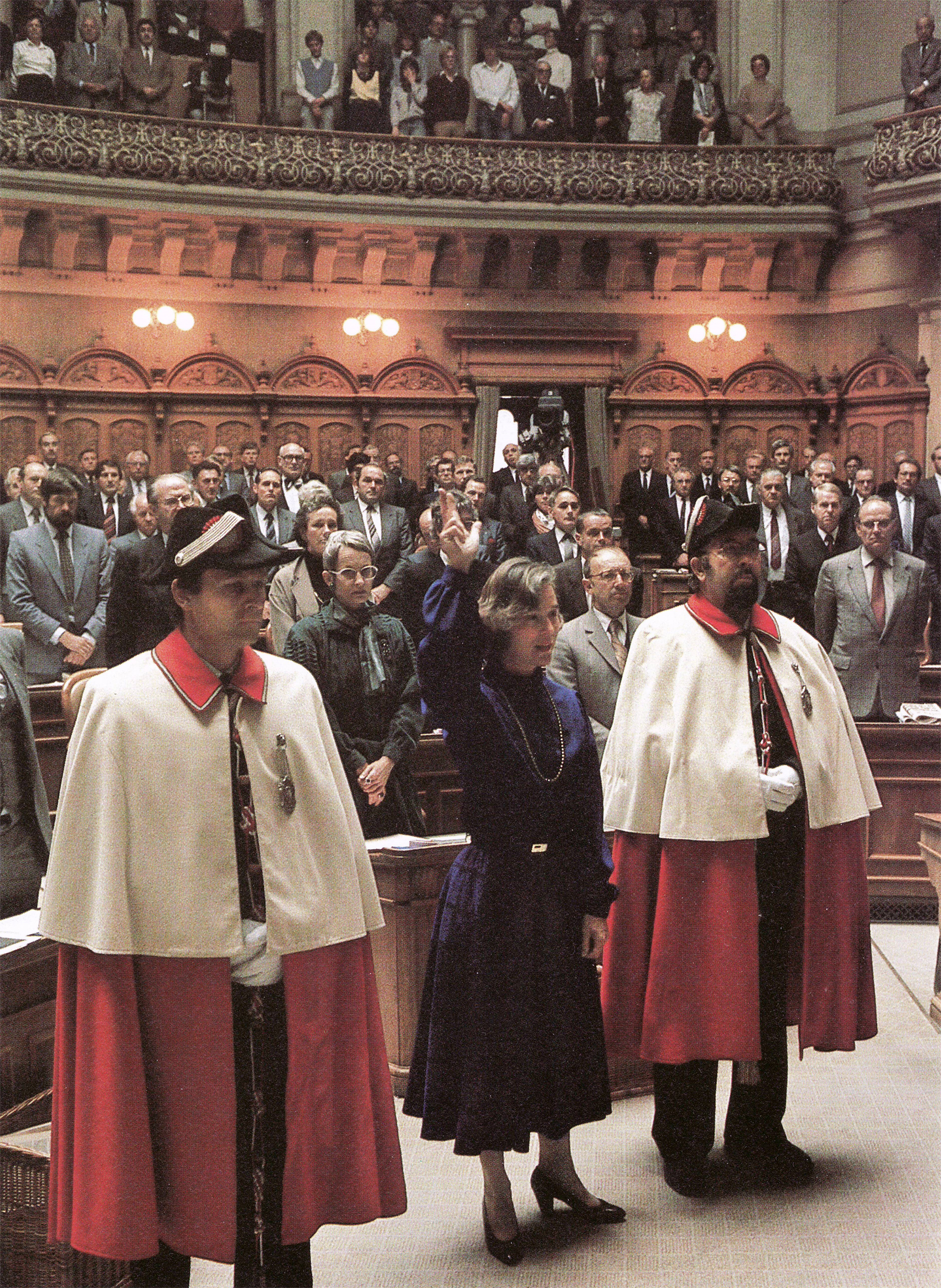
El juramento del cargo de Elisabeth Kopp después de su elección en el Consejo Federal Suizo en 1984, Suiza.

El Schwurhand (pronunciación en alemán: [ˈʃvuːɐ̯hant]) es un cargo heráldico que representa el gesto de la mano que se utiliza en la Europa germánica y los países vecinos, cuando se hace un juramento en la corte, en la oficina o en la toma de posesión. La mano derecha está levantada, con el dedo índice y el dedo medio extendidos hacia arriba; Los dos últimos dígitos están curvados hacia abajo contra la palma. El pulgar se muestra ligeramente curvado o elevado.

## Uso tradicional
El uso del gesto se remonta a muchos siglos. Los reclutas de la Guardia Suiza Pontificia en la Ciudad del Vaticano usan la seña cuando hacen su juramento de lealtad al Papa, en una ceremonia realizada el 6 de mayo de cada año desde el Saqueo de Roma en 1527. Se dice que el uso de los tres dígitos simboliza a las tres personas de la Santísima Trinidad.

### En Suiza
Las representaciones del Juramento de Rütli o Rütlischwur, el legendario juramento fundador de la Antigua Confederación Suiza en el siglo XIV, muestran a los participantes utilizando este gesto. Las personas elegidas en la Asamblea Federal Suiza y en el Consejo Federal Suizo tradicionalmente usan el Schwurhand para su juramento (y dicen 'Lo juro').

## Uso heráldico

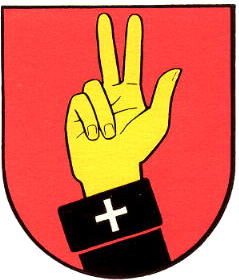
Gommiswald, Suiza
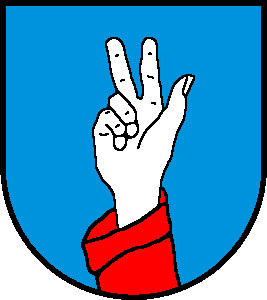
Gempen, Suiza
Anjala, Finlandia
Grästorp, Suecia
Hommertshausen, Alemania
Oberammergau, Alemania
Abadía de Heiligenkreuz, Austria

## Uso militar
|  |  |  |  |